# Augusta (plante)
Pour les articles homonymes, voir Augusta.
Genre
Augusta est un genre de plante de la famille des Rubiaceae.

## Espèces
- Augusta austrocaledonica (Brongn.) J.H.Kirkbr.
- Augusta longifolia (Spreng.) Rehder
- Augusta rivalis (Benth.) J.H.Kirkbr.
- Augusta vitiensis (Seem.) J.H.Kirkbr.